# معاویه دوم
معاویه دوم (به عربی: معاوية الثاني بن يزيد بن معاوية الأول بن أبي سفيان صخر بن حرب بن أمية بن عبد شمس بن عبد مناف الأموي القرشي) سومین خلیفه اموی و آخرین خلیفه سفیانی بود. مدت زمان حکومت او و زمان مرگش مشخص نیست، اما مشخص است که مدت کوتاهی در سال ۶۴ هجری حکومت کرده و در همان سال درگذشته است.
به عقیدهٔ وولکر پاپ، اسلام‌شناس، روایت منابع اسلامی از خلافت معاویه، فرزندش یزید و نوه‌اش معاویه بن یزید مبنای تاریخی ندارد، بلکه با تکیه بر مضمون «پدر ناعادل–پسر ظالم–نوهٔ ضعیف» که توصیف کتاب مقدس از سلطنت داوود (پدر)، سلیمان (پسر) و رحبعام (نوه) است، ساخته شده تا دخالت خدا در امور را نشان دهد.

## خانواده
معاویه پسر یزید و مادری ناشناس از قبیله کلب بود. معمولاً به اشتباه نام مادر او را ام هاشم فاخته بنت ابی هاشم ذکر می‌کنند، درحالی که این زن مادر برادر ناتنی معاویه، یعنی خالد بن یزید بود.

## خلافت
یزید بن معاویه پیش از مرگ خود برای پسرش بیعت گرفت. پس از مرگ یزید، معاویه در سال شصت و چهار هجری در دمشق به عنوان خلیفه جانشین پدرش شد. او در این زمان سنی مابین ۱۷ تا ۲۳ سال داشته و از حمایت قبیله کلب برخوردار بوده است؛ اما پیداست که او تنها در دمشق و جنوب سوریه به عنوان خلیفه به رسمیت شناخته شده و عبدالله بن زبیر در حجاز و مناطق دیگر از طرفداران بیشتری برخوردار بوده است.
مدت زمان خلافت معاویه دوم معلوم نیست، اما حدود ۲۰ روز تا چهار ماه طول کشیده است؛ تاریخ‌نگاران معاصر در مجموع بر روی «کمتر از دو ماه» به عنوان مدت خلافت او اجماع نظر دارند. با توجه به مدت کوتاه خلافتش، اتفاقات کمی در دوران او روی داده است و حتی ممکن است همان جزییاتی هم که دربارهٔ حکومت او در دست است، بعدها به دلیل گرایش‌های سیاسی مختلف جعل شده باشد.
بسیار بعید است که او از خلافت کناره‌گیری کرده باشد، این باور احتمالاً به این دلیل ایجاد شده که کنیه او ابولیلی بوده است. این کنیه معمولاً به افراد دارای اراده ضعیف داده می‌شد و چنین پنداشته شده که او فرزندی نداشته است. همچنین این پندار می‌تواند حاصل آن باشد که اغلب نوشته‌های مربوط به خلافت او، تحت‌تاثیر پروپاگاندای مروانیان نوشته شده است.
در برخی گزارش‌ها، بیزاری از رویه پدرانش (معاویه و یزید) و سایر امویان علت اصلی کناره‌گیری او از خلافت دانسته شده و به گرایش او به اهل بیت تصریح شده است. بنابر گزارشِ تاریخ یعقوبی، او خطبه‌ای خواند و در آن از بر عهده گرفتن امر خلافت بیزاری جست و از پدر و پدر بزرگش انتقاد کرد. او در این خطبه جنگ معاویه بن ابی سفیان با علی بن ابی‌طالب و نیز اعمال ناشایست پدرش یزید و به خصوص کشتن حسین بن علی و خاندان محمد بن عبدالله را گناهانی بزرگ اعلام کرد. به او پیشنهاد کردند مانند عمر بن خطاب شورایی را برای انتخاب خلیفه تشکیل دهد؛ اما او گفت افرادی مانند افراد آن شورا در این زمان وجود ندارد.

### ادامه سیاست‌های یزید
معاویه دوم در همان مدت کوتاه خلافت خود، سیاست‌های پدرش را ادامه داد و مانند یزید، یک سوم مالیات‌ها را به مردم می‌بخشید. ضحاک بن قیس، از بزرگان سیاسی و نظامی خلافت امویان، مانند دوران یزید و معاویه یکم در دوران خلافت او از قدرت بالایی برخوردار بود.

## مرگ و میراث

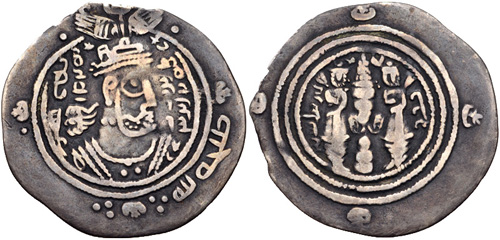
معاویه دوم

معاویه دوم از نظر جسمی بسیار ضعیف و اغلب بیمار بود. به همین دلیل اجباراً بیشتر وقت او در کاخش سپری می‌شد. نحوه درگذشتش نیز مشخص نیست. بعضاً یرقان و طاعون را در میان دلایل مرگش ذکر کرده‌اند. دربارهٔ جانشینی او اختلاف است، مشخص نیست که فرزندی نداشته، یا از قدرت کافی برای انتخاب فرزندش به عنوان جانشین خود برخوردار نبوده است. معاویه دوم برای سرکوب عبدالله ابن زبیر تلاشی نکرد و به همین دلیل قدرت امویان تا زمان خلافت مروان بن حکم عملاً به سوریه محدود شده بود.